# Dolichotetranychus wiesei
Dolichotetranychus wiesei är en spindeldjursart som beskrevs av Meyer 1979. Dolichotetranychus wiesei ingår i släktet Dolichotetranychus och familjen Tenuipalpidae. Inga underarter finns listade i Catalogue of Life.